# Opération Léa
Guerre d’Indochine
Batailles
- Opération Masterdom
- Bataille de Hanoï
- Opération Léa
- Bataille de Phu Tong Hoa
- Bataille de la RC 4
- Bataille de Vĩnh Yên
- Bataille de Mao Khê
- Bataille de Nghia Lo
- Bataille de Hòa Bình
- Opération Lorraine
- Bataille de Na San
- Bataille de Muong Khoua
- Opération Atlante
- Opération Camargue
- Opération Hirondelle
- Opération Brochet
- Opération Mouette
- Opération Castor
- Bataille de Diên Biên Phu
- Opération D
- Bataille du col de Mang Yang
- Extension au Laos

L'opération Léa est un épisode de la guerre d'Indochine qui a opposé en octobre 1947 les forces de l'Union française aux forces communistes du Viêt Minh.
L'opération, nommée du nom d'un col sur la RC 3, se déroule au nord du Tonkin dans la région de Bac Kan et vise à anéantir le « réduit » Viêt Minh situé dans le quadrilatère Cho Chu - Tuyen Quang - Chiem Hoa - Chora.

## Déroulement de l'opérationLéa

### Circonstances
Les troupes françaises viennent de reprendre pied au Tonkin, Hanoi, Haiphong et le littoral entre Do Son et la Chine ont été libérés. Le général Valluy souhaite porter un coup décisif au Vietminh en décapitant le gouvernement de la RDVN implanté dans la région de Thai Nguyen - Bac Kan.
L'objectif de l'opération est de disloquer le réduit Viêt Minh et de couper sa route de ravitaillement avec la Chine.

### Chronologie des événements
- 20 septembre : actions préliminaires dans la région de Viet Tri en prélude de l'action du groupement C.

- 7 octobre : le détachement A du groupement Sauvagnac - 700 hommes du 1er BPC et de l'état major de la DBMP - acheminé par 19 avions, saute en deux vagues successives à 8h15 et 10h45 sur les trois zones de saut de Bac Kan.
A 14h52, le détachement B - 230 hommes du III/1er RCP - est parachuté à son tour sur Cho Moï par 14 avions.
Les deux localités sont libérées le jour même.
Le soir de cette même journée, le groupement B s'élance de Lang Son à destination de Cao Bang.

- 8 octobre : à 11 h 45, à la suite de la transmission d'un message erroné du Catalina radio, 70 hommes sont parachutés sur Bac Kan. Finalement le reste du détachement C du groupement Sauvagnac - 200 hommes du III/1er RCP - saute à 13h00 et prend la ville de Cho Don.

- 9 octobre : le groupement C, bloqué à Hanoi pendant deux jours à la suite d'une crue inopinée du fleuve Rouge interdisant le passage de la flottille sous le pont Doumer, s'élance à son tour.

- 9 octobre : le groupement de Vismes - 369 hommes du I/1er RCP - est largué à partir de 11h35 sur les deux zones de saut de Cao Bang afin de libérer la ville et de s'emparer des ponts et permettre ainsi le passage de la colonne Beaufre. L'opération, qui débute par la destruction de l'avion leader, est néanmoins soldée en début d'après midi.

- 12 octobre : jonction du 1er RCP et du BM/5e RTM, avant-garde du groupement B. La colonne rejoint Cao Bang et quitte alors la RC 4 pour s'engager sur les RC 3 et RC 3bis en direction de Bac Kan.
Le groupement Communal s'empare de Phu Doan.

- 13 octobre : le groupement C conquiert Tuyen Quang.

- 15 octobre : le Viêt Minh lance une attaque violente mais infructueuse sur Cho Moi.

- 16 octobre : le 1er BPC et le RICM font leur jonction  au col de Deo Giang au nord de Phu Tong Hoa.

- 17 octobre : jonction du III/1er RCP et du groupement Communal à Chiem Hoa.

- 22 octobre : attaque Viêt Minh sur la RC 2 entre Tuen Quang et Chiem Hoa contre le BM du 43e RI (8 morts et 12 blessés).

- 23 octobre : un convoi est attaqué à Khoan Bo entre Viet Tri et Phu Doan (9 morts - 30 blessés).

- 24 octobre : nouvelle attaque à Phu Doan (perte d'un LCM - 38 tués)

- 30 octobre : embuscade Viêt Minh sur la RC 4 au nord de That Khé (21 morts)

- 15 novembre : fin de l'opération Léa qui est poursuivie à compter du 19 par l'opération Ceinture.

### Opérations annexes

#### OpérationCeinture
Cette opération, qui se déroule du 19 novembre au 14 décembre, fait directement suite à l'opération Léa et vise la région de Thai Nguyen et plus précisément le quadrilatère Tuyen Quang - Thai Nguyen - Phu Lang Thuong - Viet Tri.

## Les forces en présence

### Forces françaises
Salan qui commande les TFIN depuis mai 1946 prévoit au départ une opération dont l'envergure nécessite 50 000 hommes. Cependant, les évènements de Madagascar ne lui permettront de disposer que de 32 000 hommes.
Les troupes engagées lors de Léa sont répartis en deux groupements terrestres (groupements B et C) et un groupement aéroporté (groupement S). Un groupement terrestre (groupement Lhermitte) est également mis sur pied pour l'opération Geneviève qui débute le 23 septembre et qui a pour objectif Lao Kây, une ville située sur le fleuve Rouge à la frontière avec la Chine.
Groupement S
Il est constitué par l'ensemble de la DBMP du lieutenant colonel Sauvagnac soit environ 1 200 hommes :
- état major de la DBMP, CCR et une section du génie
- 1er BPC chef de bataillon Clauzon
- I/1er RCP chef de bataillon de Vismes
- III/1er RCP chef de bataillon Fossey-François

Groupement B
Aux ordres du colonel Beaufre, il comprend 8 000 hommes répartis dans les unités suivantes :
- 3e REI
- RICM
- BM du 5e RTM monté sur chevaux et mulets (chef d'escadron Verthamon)
- II/1er RIC (à vérifier)
- III/69e RAA
- Éléments du RACM
- Compagnies du génie

Groupement C
Aux ordres du colonel Communal, il comprend 4 000 hommes répartis dans les unités suivantes :
- III/6e RIC
- BM du 43e RI
- Groupement de commandos (commando Jaubert)
- Éléments du 69e RAA
- Éléments blindés et du génie

Marine
Pour permettre l'acheminement du groupement communal, trois flottilles sont mobilisées. Il s'agit des Dinassaut 1, 3 et 5 constituées de :
- 2 LCI
- 4 LCT
- 7 LCM
- 2 LCVP
- 1 LCS
- 4 LCA

### ForcesViệt Minh
Les français estimaient à l'époque que le Haut Tonkin renfermait 30 à 35 000 hommes constituant le Xe zone de guerre. Dans l'histoire des parachutistes français, les auteurs décrivent un effectif de 26 000 hommes répartis en plusieurs concentrations chiffre qui correspond à la synthèse des renseignements à la date du 3-9-1947 donnés dans le JMO de la DBMP. Le général Salan considère pour sa part dans ces mémoires que les troupes installées dans la région représentent la valeur de 15 bataillons. Le général Giap, ne donne aucun chiffre dans ses mémoires sur les effectifs Vietminh engagés. Néanmoins, dans le chapitre relatif à l'opération, il précise les actions de 4 régiments engagés dans la zone :
- 72e régiment à Bac Kan
- 74e régiment à Cao Bang
- 11e régiment à Langson
- 147e régiment dans la région du col de Khé

## Le bilan
L'objectif initial qui visait à décapiter l'organisation Viêt Minh afin d'abréger la guerre n'est pas atteint même si le général Giap reconnait néanmoins dans ses mémoires que certains dignitaires du gouvernement, dont lui-même, étaient présents dans la région durant la période :
- Ho Chi Minh, chef du gouvernement, à Dien Mac,
- Vo Nguyen Giap, à Tuyen Quang,
- Nguyen Van Huyen, ministre de l'éducation, à Chiem Hoa,
- Truong Chinh, secrétaire général du parti communiste, à Bac Kan,
- Hoang Van Thai, chef d'état major général, également à Bac Kan.

Le bilan est surtout militaire et industriel :
- rétablissement des postes de la RC 4 entre lang Son et Cao Bang
- démantèlement du collège d'infanterie Tran Quoc Tuan, de la radio La voix du Vietnam, du trésor public et de dix fabriques d'armes,
- confiscation de nombreux stocks de matériels militaire

### Les conséquences
Bien que l'objectif principal ne soit pas atteint, l'opération a permis la réouverture de la RC 4 jusqu'à Cao Bang, la RC3 sur le tronçon Cao Bang-Bac Kan ainsi que la réoccupation de la zone de Nguyen Binh riche en minerais

### Pertes françaises
D'après Salan, le bilan combiné des deux opérations Léa et Ceinture est de 40 tués, 40 disparus et 580 blessés.

### PertesViet Minh
D'après les archives du SHAT (service historique de l'armée de terre) - 10H1639 dossier opération Léa, les pertes Viet Minh sont de 533 tués et 119 prisonniers ainsi que la capture d'un nombre important d'armes et de matériels. L'opération Ceinture se soldera quant à elle par 260 tués et 49 prisonniers.

## Lexique
- 1er RCP : 1er régiment de chasseurs parachutistes
- 1er RIC : 1er régiment d'infanterie coloniale
- 1er BPC : 1er bataillon parachutiste de choc
- 3e REI : 3e régiment étranger d'infanterie
- 5e RTM : 5e régiment de tirailleurs marocains
- 6e RIC : 6e régiment d'infanterie coloniale
- 43e RI : 43e régiment d'infanterie
- 69e RAA : 69e régiment d'artillerie d'Afrique
- BM : bataillon de marche
- Dinassaut : pour division navale d'assaut. Il s'agit de flottilles destinées au transport et au soutien des troupes d'assaut sur les cours d'eau
- LCA : Landing Craft Assault
- LCI : Landing Craft Infantry
- LCM : Landing Craft Mechanized
- LCS : Landing Craft Support
- LCT : Landing craft tank
- LCVP : Landing Craft Vehicle & Personnel
- RACM : régiment d'artillerie coloniale du Maroc
- RC 2, 3 et 4 : routes coloniales no 2, 3 et 4
- RDVN : république démocratique du Viêt Nam
- RICM : régiment d'infanterie coloniale du Maroc
- TFIN : troupe française en Indochine nord

### Sources et bibliographies
- Christophe Dutrône, Revue Batailles, hors série no 7, 2005.
- Raoul Salan, Mémoires - Fin d'un empire (Tomes 1 à 4), éditions Presses de la Cité, 1970
- Jacques Dalloz, Dictionnaire de la guerre d'Indochine, Armand Colin - 2006 -  (ISBN 2-200-26925-0).
- Collectif, Guerre d'Indochine - 1945-1954, éditions Trésors du Patrimoine, 2004 -  (ISBN 2 915118 10 8)
- Collectif, Histoire des parachutistes français, Société de Production Littéraire, 1975.
- Fleury Georges, Le 1er RCP - Tome 2 - Les bataillons d'Indochine 1946 - 1954, éditions Lavauzelle, 1984
- Général Vo Nguyen Giap, Mémoires 1946-1954, éditions Anako, 2003  (ISBN 2 907754 78 5)